# Edmond Médécin
Edmond Félix Ange Médécin  (Monaco-Ville, 20 november 1898 - 16 februari 1951) was een Monegaskisch atleet. Hij nam deel aan de Olympische Zomerspelen van 1920 in Antwerpen.

## Biografie
Edmond Médécin was een broer van Gaston Médécin en droeg de Monegaskische vlag tijdens de openingsceremonie van de Olympische Zomerspelen van 1920.

## Belangrijkste resultaten

### Olympische Zomerspelen
| Jaar | Plaats    | Discipline | Onderdeel       | Resultaat                  |
| ---- | --------- | ---------- | --------------- | -------------------------- |
| 1920 | Antwerpen | Atletiek   | 100 m (m)       | eerste ronde: 5e (reeks 8) |
| 1920 | Antwerpen | Atletiek   | 200 m (m)       | eerste ronde: 5e (reeks 9) |
| 1920 | Antwerpen | Atletiek   | verspringen (m) | eerste ronde: 21e          |
| 1920 | Antwerpen | Atletiek   | vijfkamp (m)    | 15e                        |